# Mahala
Mahala är en ort i Bosnien och Hercegovina.   Den ligger i entiteten Federationen Bosnien och Hercegovina, i den centrala delen av landet, 20 km norr om huvudstaden Sarajevo. Mahala ligger 485 meter över havet och antalet invånare är 5 062.
Terrängen runt Mahala är huvudsakligen kuperad, men den allra närmaste omgivningen är platt.Runt Mahala är det ganska tätbefolkat, med 93 invånare per kvadratkilometer.. Närmaste större samhälle är Sarajevo, 19,8 km söder om Mahala. 
I omgivningarna runt Mahala växer i huvudsak lövfällande lövskog.